# Onze d'Or
Onze d'Or (còn gọi là Giải Cầu thủ bóng đá xuất sắc nhất châu Âu của tạp chí Onze Mondial) là một giải thưởng bóng đá do tạp chí Onze Mondial của Pháp trao tặng vào cuối mỗi năm kể từ năm 1976. Độc giả của tạp chí chọn ra 11 cầu thủ xuất sắc nhất (Onze de Onze) trong mùa bóng và trong đó 3 cầu thủ sẽ nhận được giải Onze d'Or (Onze Vàng), Onze d'Argent (Onze Bạc) và Onze de Bronze (Onze Đồng). Tuwosc đây giải thưởng được trao cho cầu thủ thi đấu tại châu Âu xuất sắc nhất nhưng kể từ 2015 nó được trao cho cầu thủ Pháp xuất sắc nhất.
Từ năm 1991, tạp chí Onze Mondial mở rộng trao giải cho cả các huấn luyện viên.

## Onze Vàng, Bạc và Đồng

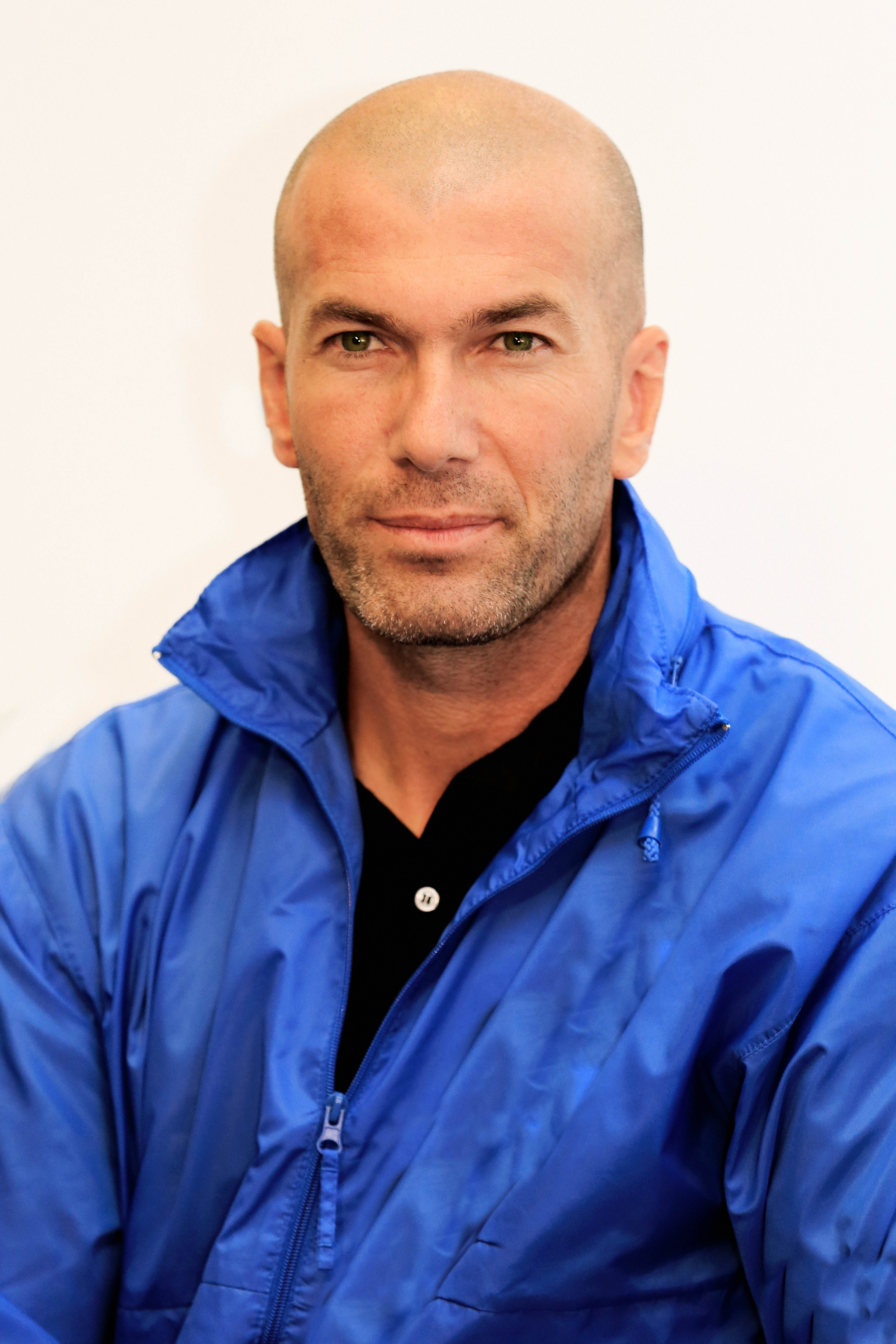
Zinedine Zidane là một trong ba người giành ba giải Onze d'Or, bằng với Michel Platini và Lionel Messi.

| Năm                                                        | Onze Vàng                 | Onze Bạc              | Onze Đồng              |
| ---------------------------------------------------------- | ------------------------- | --------------------- | ---------------------- |
| 1976                                                       | Robert Rensenbrink        | Kevin Keegan          | Dominique Rocheteau    |
| 1977                                                       | Kevin Keegan              | Michel Platini        | Allan Simonsen         |
| 1978                                                       | Mario Kempes              | Johann Krankl         | Robert Rensenbrink     |
| 1979                                                       | Kevin Keegan (2)          | Trevor Francis        | Robert Rensenbrink (2) |
| 1980                                                       | Karl-Heinz Rummenigge     | Kevin Keegan (2)      | Horst Hrubesch         |
| 1981                                                       | Karl-Heinz Rummenigge (2) | Paul Breitner         | Jan Ceulemans          |
| 1982                                                       | Paolo Rossi               | Alain Giresse         | Falcão                 |
| 1983                                                       | Michel Platini            | Falcão                | Karl-Heinz Rummenigge  |
| 1984                                                       | Michel Platini (2)        | Jean Tigana           | Preben Elkjær Larsen   |
| 1985                                                       | Michel Platini (3)        | Preben Elkjær Larsen  | Diego Maradona         |
| 1986                                                       | Diego Maradona            | Manuel Amoros         | Gary Lineker           |
| 1987                                                       | Diego Maradona (2)        | Marco van Basten      | Jean Tigana            |
| 1988                                                       | Marco van Basten          | Ruud Gullit           | Diego Maradona (2)     |
| 1989                                                       | Marco van Basten (2)      | Ruud Gullit (2)       | Jean-Pierre Papin      |
| 1990                                                       | Lothar Matthäus           | Salvatore Schillaci   | Jean-Pierre Papin (2)  |
| 1991                                                       | Jean-Pierre Papin         | Chris Waddle          | Lothar Matthäus        |
| 1992                                                       | Hristo Stoichkov          | Marco van Basten      | Jean-Pierre Papin (3)  |
| 1993                                                       | Roberto Baggio            | Alen Bokšić           | Romário                |
| 1994                                                       | Romário                   | Hristo Stoichkov      | Roberto Baggio         |
| 1995                                                       | George Weah               | Roberto Baggio        | Paolo Maldini          |
| 1996                                                       | Eric Cantona              | George Weah           | Matthias Sammer        |
| 1997                                                       | Ronaldo                   | Zinédine Zidane       | Marco Simone           |
| 1998                                                       | Zinédine Zidane           | Fabien Barthez        | Emmanuel Petit         |
| 1999                                                       | Rivaldo                   | David Beckham         | Zinédine Zidane        |
| 2000                                                       | Zinédine Zidane (2)       | Luís Figo             | Thierry Henry          |
| 2001                                                       | Zinédine Zidane (3)       | Michael Owen          | Robert Pirès           |
| 2002                                                       | Ronaldo (2)               | Zinédine Zidane (2)   | Ronaldinho             |
| 2003                                                       | Thierry Henry             | Zinédine Zidane (3)   | David Beckham          |
| 2004                                                       | Didier Drogba             | Thierry Henry         | Ronaldinho (2)         |
| 2005                                                       | Ronaldinho                | Steven Gerrard        | Thierry Henry (2)      |
| 2006                                                       | Thierry Henry (2)         | Ronaldinho            | Franck Ribéry          |
| 2007                                                       | Kaká                      | Cristiano Ronaldo     | Didier Drogba          |
| 2008                                                       | Cristiano Ronaldo         | Lionel Messi          | Franck Ribéry (2)      |
| 2009                                                       | Lionel Messi              | Cristiano Ronaldo (2) | Andrés Iniesta         |
| 2010–11                                                    | Lionel Messi (2)          | Andrés Iniesta        | Cristiano Ronaldo (3)  |
| 2011–12                                                    | Lionel Messi (3)          | Cristiano Ronaldo (3) | Radamel Falcao         |
| Kể từ mùa 2014–15, giả Onze được trao cho các cầu tủ Pháp. |                           |                       |                        |
| Năm                                                        | Onze Vàng                 | Onze Bạc              | Onze Đồng              |
| 2014–15                                                    | Antoine Griezmann         | Paul Pogba            | Alexandre Lacazette    |

#### Thống kê theo quốc gia 1976–2012
Đây là bảng thống kê các quốc gia có cầu thủ đoạt giải (không tính theo quốc gia của câu lạc bộ có cầu thủ đoạt giải). 
| Quốc gia    | Onze Vàng                                    |
| ----------- | -------------------------------------------- |
| Pháp        | 7 (1996, 1998, 2000, 2001, 2002, 2003, 2004) |
| Hà Lan      | 4 (1992, 1994, 1995, 2006)                   |
| Tây Ban Nha | 3 (2009, 2011, 2012)                         |
| Scotland    | 3 (1999, 2007, 2008)                         |
| Bỉ          | 2 (1991, 1993)                               |
| Ý           | 1 (1997)                                     |
| Bồ Đào Nha  | 1 (2005)                                     |

## Huấn luyện viên xuất sắc nhất năm
| Năm                                                                  | Huấn luyện viên  | Câu lạc bộ        |
| -------------------------------------------------------------------- | ---------------- | ----------------- |
| 1991                                                                 | Raymond Goethals | Marseille         |
| 1992                                                                 | Johan Cruyff     | FC Barcelona      |
| 1993                                                                 | Raymond Goethals | Marseille         |
| 1994                                                                 | Johan Cruyff     | FC Barcelona      |
| 1995                                                                 | Louis van Gaal   | Ajax              |
| 1996                                                                 | Guy Roux         | Auxerre           |
| 1997                                                                 | Marcello Lippi   | Juventus          |
| 1998                                                                 | Aimé Jacquet     | France            |
| 1999                                                                 | Alex Ferguson    | Manchester United |
| 2000                                                                 | Arsène Wenger    | Arsenal           |
| 2001                                                                 | Gérard Houllier  | Liverpool         |
| 2002                                                                 | Arsène Wenger    | Arsenal           |
| 2003                                                                 | Arsène Wenger    | Arsenal           |
| 2004                                                                 | Arsène Wenger    | Arsenal           |
| 2005                                                                 | José Mourinho    | Chelsea           |
| 2006                                                                 | Frank Rijkaard   | FC Barcelona      |
| 2007                                                                 | Alex Ferguson    | Manchester United |
| 2008                                                                 | Alex Ferguson    | Manchester United |
| 2009                                                                 | Josep Guardiola  | FC Barcelona      |
| 2010                                                                 | José Mourinho    | Inter Milan       |
| 2010–11                                                              | Josep Guardiola  | FC Barcelona      |
| 2011–12                                                              | Pep Guardiola    | Barcelona         |
| Kể từ mùa 2014–15, Giải Onze được trao cho các huấn luyện viên Pháp. |                  |                   |
| Năm                                                                  | Huấn luyện viên  | Câu lạc bộ        |
| 2014–15                                                              | Hubert Fournier  | Lyon              |